# 1768
1772 (MDCCLXXII) a fost un an bisect al calendarului gregorian, care a început într-o zi de joi.

## Arte, știință, literatură și filozofie
- A fost fondată Academia Regală de Arte (Royal Academy of Arts), la Londra, de către regele George III.
- În Observations on Dropsy of the Brain, Robert Whytt⁠(d) descrie pentru prima dată simptomele de meningită tuberculoasă⁠(d).
- Johann Lambert demonstrează că pi este irațional⁠(d).[1]

## Nașteri
- 7 ianuarie: Joseph Bonaparte, avocat, diplomat și militar francez, fratele lui Napoleon I (d. 1844)
- 28 ianuarie: Frederick al VI-lea, rege al Danemarcei și Norvegiei (d. 1839)
- 11 februarie: Francisc I al Austriei, Impărat al Austriei (d. 1835)
- 21 martie: Joseph Fourier, matematician și fizician francez (d. 1830)
- 17 mai: Caroline de Braunschweig, soția regelui George al IV-lea al Regatului Unit (d. 1821)
- 18 iulie: Jean Robert Argand, matematician francez (d. 1822)
- 21 noiembrie: Friedrich Schleiermacher, teolog și filozof german (d. 1834)
- 20 decembrie: Veniamin Costache, cleric și cărturar român, mitropolit al Moldovei (d. 1846)

## Decese
- 24 iunie: Maria Leszczyńska (n. Maria Karolina Zofia Felicja Leszczyńska), 65 ani, soția regelui Ludovic al XV-lea al Franței (n. 1703)
- 22 septembrie: Inocențiu Micu-Klein (n. Ioan Micu), 76 ani, episcop greco-catolic (n. 1692)